# Australisch-neuseeländische Beziehungen
Die Australisch-neuseeländischen Beziehungen sind durch eine außerordentlich enge Partnerschaft gekennzeichnet. Beide Länder werden aufgrund ihrer gemeinsamen Geschichte, Werte und geografischen Nähe oft als „natürliche Verbündete“ mit einem familiären Verhältnis beschrieben. Neuseeland betrachtet das Verhältnis zu Australien als sein engstes und bedeutendstes – die beiden Nationen kooperieren in nahezu allen Bereichen von Regierung und Gesellschaft. Beide Länder verbinden zahlreiche Gemeinsamkeiten. So sind beide englischsprachige parlamentarische Demokratien nach dem Westminster-System. Als Teil des Commonwealth Realm teilen sie zudem den britischen Monarchen als Statsoberhaupt. Nach der Gründung des Commonwealth of Australia entschied sich Neuseeland 1901 gegen einen Beitritt, jedoch wurden beide Staaten enge Verbündete und kämpften gemeinsam im Ersten und Zweiten Weltkrieg. Seitdem wurde auch ein gemeinsamer Wirtschaftsraum mit freiem Handel und Personenverkehr aufgebaut.
Da der Tasmansee beide Länder voneinander trennt, wird das Verhältnis auch als Transtasmanische Beziehungen (Trans-Tasman Relations) bezeichnet. Die Ausschließliche Wirtschaftszone und die gegenseitge Seegrenzen wurden 2004 durch ein Abkommen festgelegt.

## Geschichte

### Kolonialzeit und 19. Jahrhundert

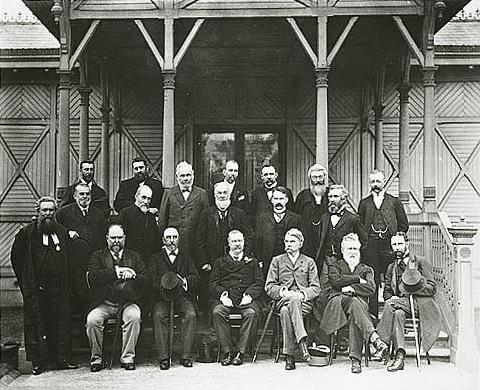
Treffen des Federal Council of Australasia (1899)

James Cook kartografierte Neuseeland und die Ostküste Australiens in den Jahren 1769–70 auf seiner Suche nach dem Kontinent Australasien. Australien und Neuseeland wurden im 18. und 19. Jahrhundert als britische Kolonien erschlossen. Neuseeland war zunächst verwaltungstechnisch an die Kolonie New South Wales angegliedert, erhielt jedoch 1841 den Status einer eigenen Kronkolonie. Im 19. Jahrhundert wanderten zahlreiche Siedler aus den australischen Kolonien nach Neuseeland ein, darunter Strafgefangene nach Verbüßung ihrer Strafe, Farmer sowie Goldsucher während der Goldrausch-Phasen. Neuseeland nahm mit den australischen Kolonien an den gemeinsamen Kolonialkonferenzen teil, bei denen die Politik in der Region koordiniert wurde. Trotz dieser engen kolonialen Verbindungen entschied sich Neuseeland gegen einen Beitritt zur Australischen Föderation, als 1901 die australischen Kolonien zum Commonwealth of Australia vereinigt wurden. Eine neuseeländische Royal Commission empfahl 1901 einstimmig, kein Bundesstaat Australiens zu werden. Vorherrschend war die Ansicht vieler Neuseeländer, man sei den Australiern „überlegen“; zudem wickelte Neuseeland seinen Handel überwiegend mit Großbritannien ab und sah die australischen Kolonien eher als Konkurrenten denn als Partner. Dieser Entschluss markierte den Anfang einer eigenständigen neuseeländischen Nation neben Australien. Laut einer Klausel der Verfassung von Australien kann Neuseeland allerdings theoretisch dem Commonwealth beitreten.

### Erste Hälfte des 20. Jahrhunderts und Weltkriege

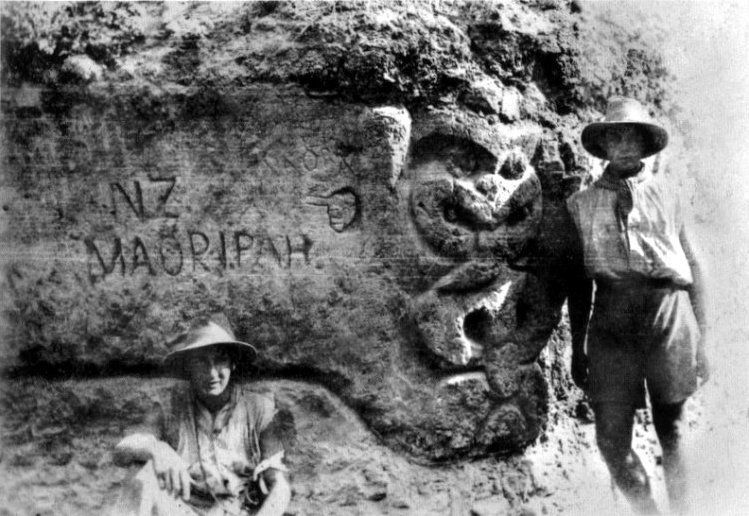
Ein ANZAC-Schützengraben in Gallipoli mit einem Whakairo der Māori aus Stein

In den ersten Jahrzehnten des 20. Jahrhunderts entwickelten Australien und Neuseeland ihre Beziehungen als eigenständige Dominions des Britischen Weltreichs weiter. Beide Länder kämpften im Ersten Weltkrieg Seite an Seite für das Empire. Beim Gallipoli-Feldzug 1915 gegen das Osmanische Reich traten australische und neuseeländische Truppen gemeinsam als Australian and New Zealand Army Corps (ANZAC) auf – ein Einsatz, der in beiden Ländern einen wichtigen Platz im nationalen Gedächtnis einnimmt. Der 25. April, der Tag der ANZAC-Landung, wird seither in Australien und Neuseeland als ANZAC Day begangen, um der gefallenen Soldaten zu gedenken. Auch im Zweiten Weltkrieg standen Australien und Neuseeland auf Seiten der Alliierten. Beide Nationen sahen sich ab 1941 durch das Vordringen Japans im Pazifik erstmals direkt bedroht und arbeiteten eng mit Großbritannien und den USA zusammen, um die Sicherheit in der Region zu gewährleisten und kämpften Seite an Seite im Pazifikkrieg.
Während des Zweiten Weltkriegs intensivierten Australien und Neuseeland ihre direkte Zusammenarbeit. 1943 tauschten sie erstmals eigene Hochkommissare aus und nahmen diplomatische Beziehungen zueinander auf. Im Januar 1944 unterzeichneten die Regierungen beider Länder das Canberra-Abkommen (auch ANZAC Pact genannt), in dem sie ein gemeinsames Vorgehen in Fragen der Sicherheit und Verwaltung im Südpazifik vereinbarten. Dieses Abkommen war der erste eigenständig – ohne britische Beteiligung – ausgehandelte Vertrag zwischen Australien und Neuseeland und legte den Grundstein für eine enge nachkriegszeitliche Kooperation. 1951 gingen Australien und Neuseeland gemeinsam mit den Vereinigten Staaten ein formelles Militärbündnis, das ANZUS-Abkommen ein, das der gemeinsamen Verteidigung des Pazifikraums dienen sollte. Beide Länder orientierten sich damit weg von der ehemaligen britischen Kolonialmacht hin zu den USA. In den folgenden Jahrzehnten des Kalten Krieges arbeiteten die beiden Partner im Rahmen dieses Bündnisses eng zusammen und unterstützten die westliche Allianz auch militärisch – so entsandten sowohl Australien als auch Neuseeland Truppen zur Unterstützung der USA im Koreakrieg (1950–1953) und im Vietnamkrieg (1960er und 1970er Jahre).

### Kalter Krieg und ANZUS-Krise

Staaten des ANZUS-Pakts bis 1986

Die Nachkriegszeit festigte die australisch-neuseeländische Allianz. 1954 traten beide zusätzlich dem Südostasiatischen Verteidigungspakt (SEATO) bei, und sie koordinierten ihre Politik in regionalen Fragen wie der Dekolonisation des Pazifiks. Allerdings traten ab den 1970er und 1980er Jahren auch Differenzen zutage. Ein wichtiger Einschnitt erfolgte in den 1980er Jahren, als Neuseeland eine atomwaffenfreie Zone in seinen Hoheitsgewässern einrichtete und 1985 US-Kriegsschiffen mit Nuklearantrieb oder -bewaffnung den Zugang zu neuseeländischen Häfen verweigerte. Diese anti-nukleare Haltung führte zu Spannungen innerhalb des ANZUS-Bündnisses: Die USA brachen 1986 die sicherheitspolitische Kooperation mit Neuseeland de facto ab, wodurch der ANZUS-Pakt fortan nur noch zwischen Australien und den USA wirksam war. Australien hielt in am Bündnis mit den Vereinigten Staaten fest, bemühte sich jedoch zugleich, die bilaterale Verteidigungsbeziehung zu Neuseeland aufrechtzuerhalten. 1991 verabschiedeten Canberra und Wellington eine gemeinsame Erklärung zur engeren Verteidigungskooperation (Closer Defence Relations, CDR), die regelmäßige Konsultationen und einen intensiveren Austausch der Streitkräfte vorsah. Dieses Abkommen (danach mehrfach aktualisiert) institutionalisierte die militärische Zusammenarbeit der beiden Länder und milderte die Auswirkungen der ANZUS-Krise auf die bilateralen Beziehungen.

### Seit den 1990er Jahren

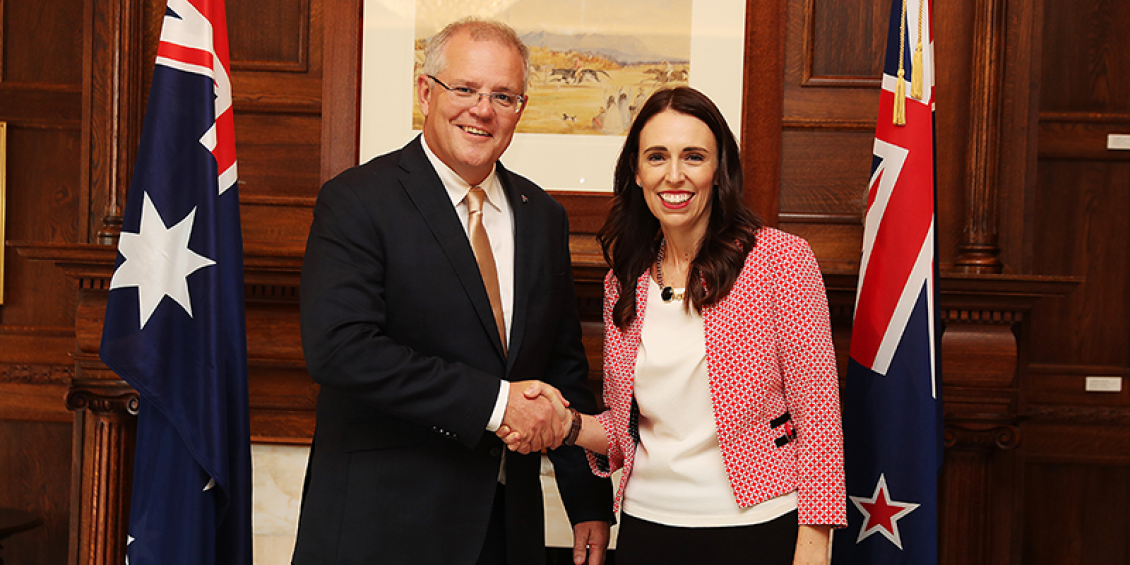
Der australische Premierminister Scott Morrison mit der neuseeländischen Premierministerin Jacinda Ardern (2019)

Nach dem Ende des Kalten Krieges vertieften Australien und Neuseeland ihre ohnehin engen Beziehungen weiter. Sie entsandten ihre Streitkräfte erneut gemeinsam in internationale Konflikte und Friedenseinsätze, etwa in den Golfkrieg 1991, die Mission der Vereinten Nationen in Osttimor 1999 sowie Missionen im Südpazifik (z. B. auf den Salomonen, Tonga und in Bougainville). In den 2000er Jahren zeigten sich vereinzelt unterschiedliche außenpolitische Ausrichtungen: So beteiligte sich Australien 2003 an der US-geführten Invasion im Irakkrieg, während Neuseeland – in Übereinstimmung mit seiner unabhängigen Außenpolitik – keine Kampftruppen entsandte. Insgesamt blieb das Verhältnis jedoch von enger Abstimmung geprägt. Beide Länder engagierten sich gemeinsam als Teil der International Security Assistance Force in Afghanistan (2001–2014) und traten in ihrer Region als erste Helfer bei Naturkatastrophen auf – beispielsweise bei den australischen Buschfeuern 2019/20 und dem neuseeländischen Zyklon Gabrielle 2023 entsandten sie wechselseitig Hilfskräfte. Seit 2004 tagt ein Australia-New Zealand Leadership Forum aus Spitzenvertretern von Politik und Wirtschaft jährlich. Im Jahr 2023 vereinbarten beide Regierungen eine „Relationship Roadmap 2035“, die gemeinsame Prioritäten für die kommenden Jahre definiert und die ohnehin intensive Kooperation weiter vertiefen soll.

## Wirtschaft
Australien und Neuseeland sind wirtschaftlich eng verflochten. Bereits 1965 schlossen beide Länder ein erstes Freihandelsabkommen (New Zealand Australia Free Trade Agreement), das bis Ende der 1970er Jahre den Abbau von Zöllen und Handelshemmnissen auf rund 80 % des Warenaustauschs erreichte. Einen Meilenstein stellt das Australia‑New Zealand Closer Economic Relations Trade Agreement (ANZCERTA) von 1983 dar, meist kurz Closer Economic Relations (CER) genannt. Dieses Abkommen wird aufgrund seines breit gefächerten Geltungsbereichs häufig als eines der weltweit umfassendsten und erfolgreichsten Freihandelsabkommen bezeichnet. In den Folgejahren wurde es schrittweise um weitere Bereiche erweitert, darunter Dienstleistungen, Investitionsschutz, gegenseitige Anerkennung von Berufsabschlüssen und Produktstandards. Seit 2004 arbeiten beide Länder im Rahmen der Single Economic Market (SEM)-Initiative daran, einen möglichst einheitlichen trans-tasmanischen Wirtschaftsraum zu schaffen. Neben dem bilateralen CER-Abkommen kooperieren beide Länder auch in multilateralen Handelsforen – so sind sie gemeinsam Teil des ASEAN-Australia-New Zealand Free Trade Agreement (AANZFTA) von 2010 und des transpazifischen Partnerschaftsabkommens (CPTPP) von 2018. Sie sind außerdem gemeinsam Teil der OECD und der Asiatisch-Pazifischen Wirtschaftsgemeinschaft.
Australien ist traditionell einer von Neuseelands wichtigsten Handelspartnern und Investoren; umgekehrt zählt Neuseeland für Australien zu den fünf größten Handelspartnern weltweit. 2022 lag das gegenseitige Handelsvolumen bei über 11 Milliarden US-Dollar. Australien ist neben der Volksrepublik China Neuseelands wichtigster einzelner Wirtschaftspartner und eine Hauptabnehmermarkt für neuseeländische Exportgüter. Auch im Bereich Auslandsinvestitionen bestehen enge Verflechtungen: Australien ist der größte ausländische Investor in Neuseeland, während zahlreiche neuseeländische Unternehmen in Australien tätig sind.

## Kulturbeziehungen

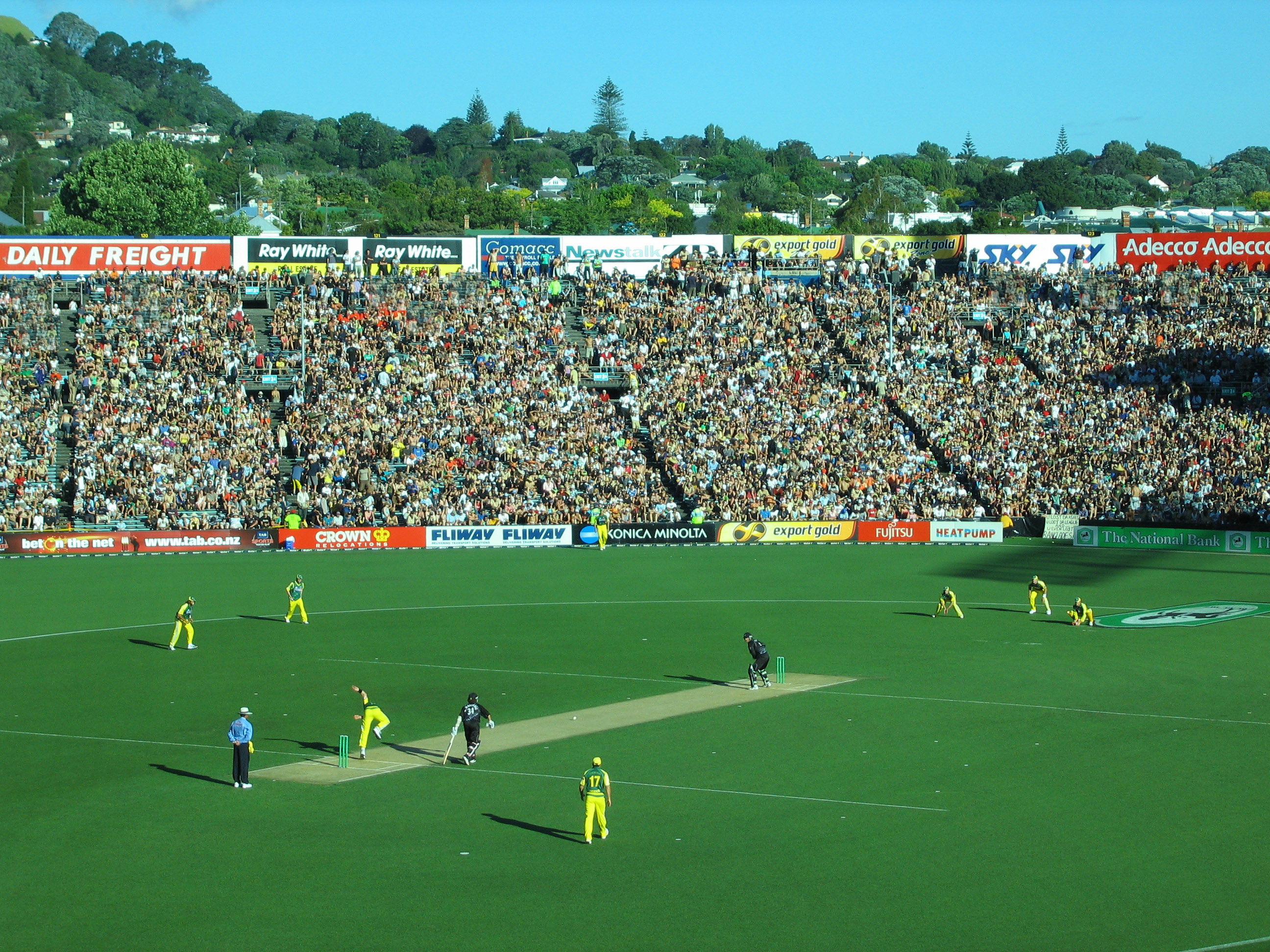
Cricketspiel zwischen Australien und Neuseeland (2017)

Die kulturellen Beziehungen zwischen Australien und Neuseeland sind von vielen Gemeinsamkeiten und lebendigem Austausch geprägt. Eine zentrale Grundlage ist die freie Beweglichkeit der Bürger: Seit dem Trans-Tasman Travel Arrangement von 1973 können Australier und Neuseeländer ohne Visum oder Arbeitsgenehmigung im jeweils anderen Land einreisen, leben und arbeiten. Dies hat zu einer großen gegenseitigen Migration geführt. Schätzungsweise 670.000 in Australien lebende Einwohner stammen aus Neuseeland – das entspricht etwa 15 % der neuseeländischen Gesamtbevölkerung – während umgekehrt rund 75.000 in Neuseeland lebende Personen aus Australien stammen. Viele Familien haben Angehörige auf beiden Seiten der Tasmansee, was zu engen persönlichen Verflechtungen geführt hat. Die gemeinsame Sprache (Englisch) und das britische koloniale Erbe tragen ebenfalls dazu bei, dass sich die Gesellschaften kulturell nahestehen.
Gleichzeitig gibt es eine freundschaftliche Rivalität, die sich insbesondere im Sport zeigt. Beide Nationen messen sich regelmäßig in populären Sportarten wie Rugby Union, Rugby League, Cricket und Netball. Spiele zwischen australischen und neuseeländischen Nationalteams – etwa im Bledisloe Cup (Rugby) oder beim Cricket World Cup – genießen in beiden Ländern großes Interesse. Die Konkurrenz auf dem sportlichen Feld wird mit Leidenschaft ausgetragen, ist aber von gegenseitigem Respekt geprägt. Auch in der Kultur und Populärkultur gibt es viele Überschneidungen: So teilen Australien und Neuseeland diverse nationalen Symbole und Traditionen. Beispiele sind der ANZAC-Biscuit, ein Haferkeks, der ursprünglich im Ersten Weltkrieg für die Soldaten gebacken wurde, oder Pavlova, eine Dessert-Spezialität – beide gelten als ikonisch für die nationale Identität und werden von Australien wie Neuseeland als eigene Erfindung beansprucht.
Im Jahr 2017 ergab eine große Umfrage, dass Neuseeland als Australiens „engster Freund“ angesehen wurde, eine Position, die zuvor die Vereinigten Staaten innehatten. Eine Umfrage des Reiseunternehmens 1Cover ergab, dass 22 % der Neuseeländer schon einmal unangenehme Erfahrungen gemacht haben, weil sie im Ausland für Australier gehalten wurden, während nur 4 % der Australier schon einmal für Neuseeländer gehalten wurden. Eine große Ähnlichkeit besteht auch zwischen der Flagge Australiens und der Flagge Neuseelands. Der Versuch eine neue neuseeländische Flagge einzuführen scheiterte allerdings 2016 in einem Referendum.

## Sicherheitsbeziehungen
Im späten 19. und 20. Jahrhundert waren beide Länder oder ihre kolonialen Vorgänger begeisterte Mitglieder des Britischen Empire und entsandten entweder Soldaten oder erlaubten die Entsendung von militärischen Freiwilligen zum Mahdi-Aufstand im Sudan, zur Niederschlagung des Boxeraufstands in China, zum Zweiten Burenkrieg, zum Ersten und Zweiten Weltkrieg sowie zum Malayan Emergency und zur Konfrontasi. Der Zweite Weltkrieg war für beide Länder ein wichtiger Wendepunkt, da sie erkannten, dass sie sich nicht mehr auf den Schutz Großbritanniens verlassen konnten, weshalb 1951 der ANZUS-Pakt mit den Vereinigten Staaten geschlossen wurde. So stellten beide Nationen in der zweiten Hälfte des 20. Jahrhunderts Kontingente zur Unterstützung der strategischen Ziele der Vereinigten Staaten im Koreakrieg, Vietnamkrieg und dem Zweiten Golfkrieg. Neuseeland hat allerdings eine Unabhängige Linien vorbehalten und weigerte sich amerikanische Atomwaffen auf seinem Staatsgebiet zu akzeptieren und auch sich an der Koalition der Willigen 2003 zu beteiligen.
Zu den gemeinsamen Verteidigungsvereinbarungen beider Länder gehören neben ANZUS die Five Power Defence Arrangements, das Closer Defence Relations-Abkommen und das Sicherheitsabkommen Five Eyes zum Austausch von Geheimdienstinformationen. Seit 1964 ist Australien und seit 2006 Neuseeland Vertragspartei des ABCA-Interoperabilitätsabkommens der nationalen Verteidigungskräfte der USA, Großbritanniens und Kanadas. ANZUK war eine dreiseitige Streitmacht, die von Australien, Neuseeland und dem Vereinigten Königreich gebildet wurde, um den asiatisch-pazifischen Raum zu verteidigen, welche jedoch nur zwischen 1971 und 1974 bestand.